# آيت شارط (ولماس)
آيت شارط هي إحدى مشيخات المملكة المغربية، تتبع جغرافيا لإقليم الخميسات وإداريًا لولماس. يقدر عدد سكانها بـ 1524 نسمة حسب الإحصاء الرسمي للسكان والسكنى لسنة 2004.